# Fernando de Barrionuevo
Fernando de Barrionuevo O.F.M. (Guadalajara, ¿?-Santiago, 26 de julio de 1571) fue el segundo obispo de Santiago de Chile entre 1566 y 1571.

## Biografía
Natural de Guadalajara, España, era hijo de Fernando de Barrionuevo y María Calderón.
Consagró su vida a la oración, tomando el hábito franciscano en el convento de San Francisco de Talavera.

### Obispo de Santiago de Chile

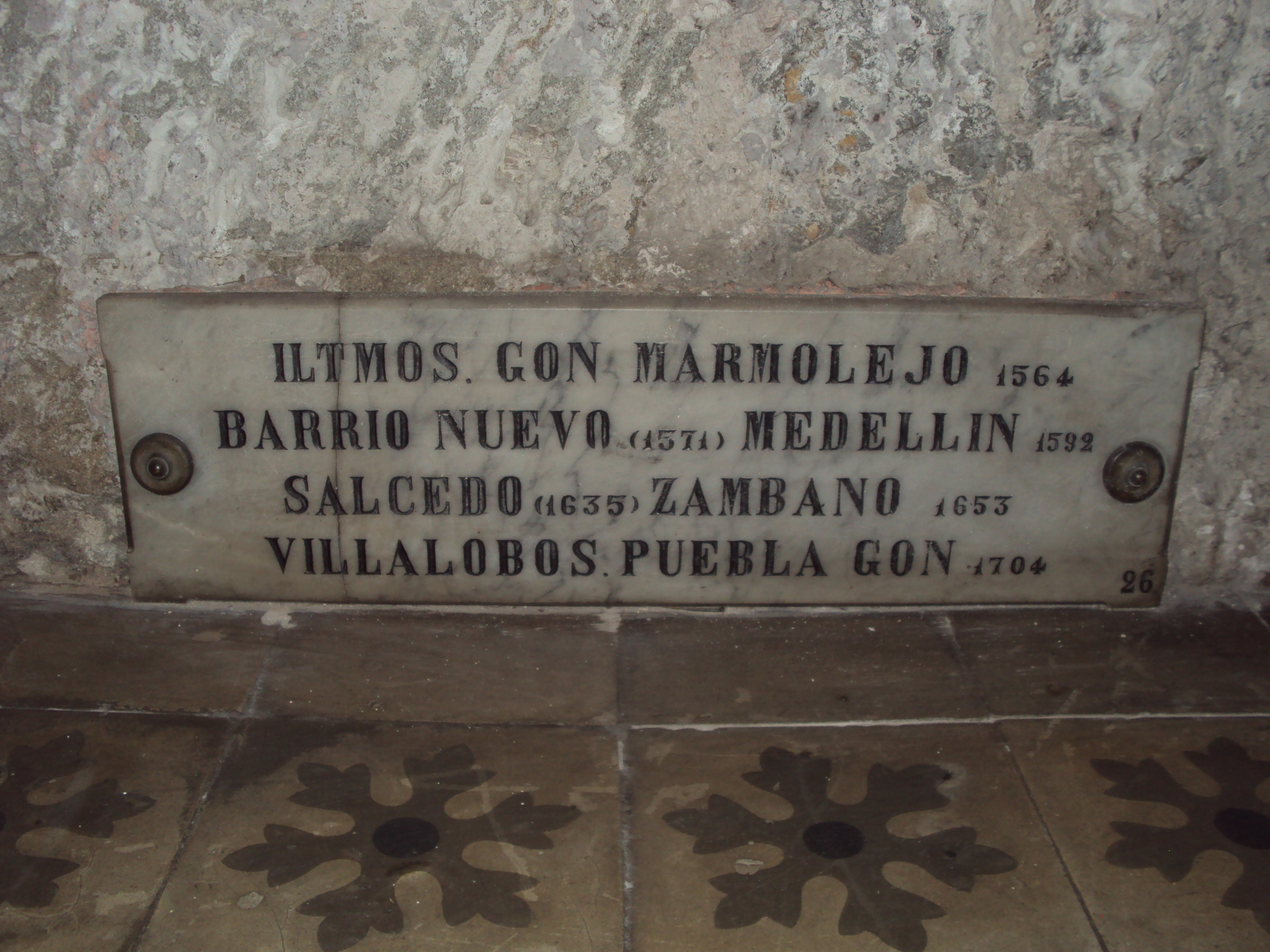
Placa recordatoria a la memoria de los obispos González Marmolejo, Barrionuevo, Medellín, Salcedo, Zambano, Villalobos y Puebla González; ubicada en la Catedral Metropolitana de Santiago.

Siendo uno de los primeros franciscanos en la Capitanía General de Chile, fue recomendado por el obispo de Santiago Rodrigo González Marmolejo para sucederlo en el cargo episcopal luego de su muerte en 1564. 
Designado para el cargo por Felipe II de España, el 11 de noviembre de 1564 viaja a Santiago para tomar posesión de su cargo, llegando a la ciudad en 1567. Es consagrado luego, en 1569.
La obra que más perdura de su período es la petición hecha para que clérigos de la Compañía de Jesús evangelizaran su obispado.
Era conocido por su buena vida, costumbres y por ser letrado.
Luego de gobernar durante 18 meses la sede santiaguina, falleció el 26 de julio de 1571, luego de lo cual se le confirió fama de virtud y santidad. 
Recibió sepultura en lo que actualmente es la Catedral Metropolitana de Santiago, manteniéndose una placa recordatoria en su memoria.

## Sucesión
| Predecesor: Rodrigo González Marmolejo | Obispo de Santiago de Chile 1566 - 1571 | Sucesor: Diego de Medellín |